# (9961) 1991 XK
(9961) 1991 XK là một tiểu hành tinh vành đai chính. Nó bay quanh Mặt Trời theo chu kỳ 3.35 năm.
Discovered bởi S. Ueda & H. Kaneda ngày 4 tháng 12 năm 1991, Tên chỉ định của nó là "1991 XK".